# خدمتکار نامرتب
خدمتکار نامرتب (انگلیسی: The Disorderly Orderly) که در ایران با نام بی‌نظم منظم هم شناخته می‌شود، یک فیلم کمدی است که در سال ۱۹۶۴ منتشر شد. از بازیگران آن می‌توان به جری لوئیس، سوزان اولیور، گلندا فارل، کاتلین فریمن، و اورت اسلون اشاره کرد. این فیلم، محصولِ کمپانی پارامونت پیکچرز است.